# Гамидов, Аждар Гудрет оглы
Аждар Гудрет оглы Гамидов  (азерб. Əjdər Qüdrət oğlu Həmidov; 28 сентября 1953, Айгюнли, Шабранский район — 24 ноября 2020, Баку) — азербайджанский актёр театра и кино, народный артист Азербайджана (2018 год).

## Биография
Аждар Гамидов родился 28 сентября 1953 года в селе Айгюнли Дивичинского района (ныне Шабранского). В 1979 году окончил факультет драмы и кино Азербайджанского государственного института искусств имени М. А. Алиева. После чего был направлен в Государственный Музыкально-Драматический Театр города Сумгаит, где исполнил ряд интересных ролей.
На сцене этого театра Аждар Гамидов исполнил такие образы, как Визирь («Приключения везиря Ленкоранского ханства» М. Ф. Ахундов), Милиционер («Богач» С. С. Ахундов), Мелик («Человек человека» Анар), Серсер («Пусть весь Восток знает» Нариман Гасанзаде), Дурсун-Али («Дурсун-Али и балабади» С. М. Кенизаде) и т. д.
В 1990 году он был принят в актёрский состав Академического Национального Драматического Театра. В течение этих лет создал различные образы, такие как Шейхан («Меч, режущий нас» Бахтияр Вагабзаде), 1-й кафир («Бурлахатун» Н. Хазри), Дашдемир («Люди этого мира» Хидает), Ваня Коха («Царь и дочь» Ильяс Эфендиев), Мешеди Орудж («Мертвецы» Дж. Мамедгулузаде), Шоу-Зели («Они еще не сказали 'люблю'» Рамиз Новруз), Дито («Если бы машина не остановилась» О. Иоселиани) и многие другие.
Актёр снялся в ряде фильмов, производства «Азербайджанфильм». В фильме «Мужское слово» он сыграл Гасыма, в «Латифа» — Ахмеда, в «Гаджи Кара» — Керемали и другие роли, которые принесли ему популярность.
Аждар Гамидов был удостоен звания Заслуженного артиста Азербайджана в 2002 году, а 27 мая 2018 года ему было присвоено звание народного артиста Азербайджана. Он также является лауреатом премии Президента Азербайджанской Республики с 2014 по 2020 годы.
Аждар Гамидов скончался 24 ноября 2020 года от инсульта в клиническом медицинском центре в Баку. Похоронен в селе Айгюнли.

## Театральные роли
- Шейтан («Мы сами себе меч» — Бахтияр Вахабзаде)
- Первый неверный («Бурлахатун» — Наби Хазри)
- Дашдемир («Люди этого мира» — Хидаят)
- Ваня Коха («Правитель и его дочь» — Ильяс Эфендиев)
- Мешеди Орудж («Мертвецы» — Джалил Мамедкулизаде)
- Шоу-Зели («Ещё не сказали „люблю“…» — Рамиз Новруз)
- Дито («Если бы карета не перевернулась» — Отар Иоселиани)
- Наджаф («Письма из далека» — Гасан Гасанов)
- Дядя Вася («Жена министра» — Бранислав Нушич)
- Алмурад («Моя вина» — Ильяс Эфендиев)
- Полицейский («Последний приказ генерала» — Вагиф Самедоглу)
- Хаджи Казым («Мертвецы» — Джалил Мамедкулизаде)
- Баларза («Алмаз» — Джафар Джаббарлы)